# 조셉 쿡
조셉 쿡(영어: Joseph Cook, 1860년 12월 7일 ~ 1947년 7월 30일)은 오스트레일리아의 정치인이자 노동조합 운동가로, 1913년부터 1914년까지 제6대 오스트레일리아 총리를 지냈다. 그는 자유당 대표로서 총리직을 수행했으며, 그 이전에는 1908년부터 1909년까지 반사회주의당 대표를 맡은 바 있다. 그의 1913년 총선 승리는 중도우파 정당이 오스트레일리아 연방 총선에서 과반을 차지한 최초의 사례였다.

## 총리직
1913년 총선에서 쿡은 민간 기업을 옹호하며 노동당의 "사회주의 목표"를 비판했다. 그는 이를 "국가가 점점 전능해져 결국 개인의 모든 행동을 통제하고, 우리의 생산, 유통, 교환 활동을 형성하고 결정짓는 원칙"이라고 묘사했다. 쿡이 이끄는 연방자유당은 앤드루 피셔가 이끄는 노동당을 근소한 차이로 제치고 하원에서 1석 차의 과반을 확보했으며, 노동당이 제안한 6건의 국민투표 안건을 모두 부결시켰다.
이로써 쿡은 제6대 오스트레일리아 총리에 취임했다. 그러나 상원에서는 여전히 노동당이 다수를 차지하고 있었고, 이로 인해 효과적인 국정 운영이 어려워졌다. 이에 쿡은 오스트레일리아 헌법 제57조에 따라 양원 해산을 추진하기로 결정했으며, 이는 해당 조항이 처음으로 사용된 사례였다. 그는 공공 부문에서 노조 조합원에게 우선 고용 혜택을 주는 정책을 폐지하는 법안을 발의했고, 예상대로 상원은 이를 부결시켜 쿡에게 양원 해산을 요청할 명분을 제공했다.

## 사망
쿡은 1947년 7월 30일, 약 3주간의 심장 질환을 앓은 끝에 벨뷰힐의 자택에서 사망했다. 그는 국장 대상자로 지정되어 캐슬리어 스트리트에 위치한 웨슬리 채플에서 장례식이 거행되었으며, 이후 노던 서버브 화장장에서 화장되었다.